# كينت روبنز
كينت روبنز (بالإنجليزية: Kent Robbins)‏ هو كاتب أغاني أمريكي، ولد في 23 أبريل 1947 في مايفيلد في الولايات المتحدة، وتوفي في 27 ديسمبر 1997.

## وصلات خارجية
- كينت روبنز على موقع ميوزك برينز (الإنجليزية)
- كينت روبنز على موقع ديسكوغز (الإنجليزية)